# 2004年コモンウェルスユースゲームズ
2004年コモンウェルスユースゲームズは、2004年11月30日から12月3日までオーストラリア、ベンディゴで開催されたコモンウェルスユースゲームズの大会である。
24ヶ国が参加、実施競技は10競技146種目であった。

## 実施競技
- 陸上競技
- 体操競技
- 水泳
- 自転車競技
  - トラックレース
  - ロードレース
  - マウンテンバイク
- バドミントン
- ラグビー（7人制ラグビー）
- ボクシング
- 重量挙げ
- ローンボウルズ
- ボウリング